# Рівса цикл
Цикл Рівса — ідея в шаховій композиції ортодоксального жанру. Суть ідеї — циклічне чергування вступних ходів і загроз у трьох або більше фазах.

## Історія
Цю ідею запропонував англійський шаховий композитор Артур Крістофер Рівс  (19.02.1939 — 03.12.2012). 
В ортодоксальній задачі ідея може бути виражена тільки у формі близнюків. В першому близнюку є вступний хід A з загрозою В, в другому близнюку — вступний хід В з загрозою С, в наступному близнюку — вступний хід С з загрозою А, цикл замкнувся.
Ідея дістала назву — цикл Рівса.
Алгоритм вираження теми:
1.A ~ 2. В #
1.В ~ 2. C #
1.C ~ 2. A #
|   | a | b | c | d | e | f | g | h |   |
| 8 | a7 білий слон · b7 білий король · c7 білий пішак · f7 білий кінь · b6 біла тура · d6 чорний пішак · e6 чорна тура · f6 чорний кінь · g6 білий ферзь · b5 чорний пішак · c5 чорний пішак · d5 чорний король · e5 білий кінь · h5 біла тура · a4 білий слон · b4 білий кінь · d4 чорний слон · c3 чорний пішак · e3 чорний пішак · f3 білий пішак | a7 білий слон · b7 білий король · c7 білий пішак · f7 білий кінь · b6 біла тура · d6 чорний пішак · e6 чорна тура · f6 чорний кінь · g6 білий ферзь · b5 чорний пішак · c5 чорний пішак · d5 чорний король · e5 білий кінь · h5 біла тура · a4 білий слон · b4 білий кінь · d4 чорний слон · c3 чорний пішак · e3 чорний пішак · f3 білий пішак | a7 білий слон · b7 білий король · c7 білий пішак · f7 білий кінь · b6 біла тура · d6 чорний пішак · e6 чорна тура · f6 чорний кінь · g6 білий ферзь · b5 чорний пішак · c5 чорний пішак · d5 чорний король · e5 білий кінь · h5 біла тура · a4 білий слон · b4 білий кінь · d4 чорний слон · c3 чорний пішак · e3 чорний пішак · f3 білий пішак | a7 білий слон · b7 білий король · c7 білий пішак · f7 білий кінь · b6 біла тура · d6 чорний пішак · e6 чорна тура · f6 чорний кінь · g6 білий ферзь · b5 чорний пішак · c5 чорний пішак · d5 чорний король · e5 білий кінь · h5 біла тура · a4 білий слон · b4 білий кінь · d4 чорний слон · c3 чорний пішак · e3 чорний пішак · f3 білий пішак | a7 білий слон · b7 білий король · c7 білий пішак · f7 білий кінь · b6 біла тура · d6 чорний пішак · e6 чорна тура · f6 чорний кінь · g6 білий ферзь · b5 чорний пішак · c5 чорний пішак · d5 чорний король · e5 білий кінь · h5 біла тура · a4 білий слон · b4 білий кінь · d4 чорний слон · c3 чорний пішак · e3 чорний пішак · f3 білий пішак | a7 білий слон · b7 білий король · c7 білий пішак · f7 білий кінь · b6 біла тура · d6 чорний пішак · e6 чорна тура · f6 чорний кінь · g6 білий ферзь · b5 чорний пішак · c5 чорний пішак · d5 чорний король · e5 білий кінь · h5 біла тура · a4 білий слон · b4 білий кінь · d4 чорний слон · c3 чорний пішак · e3 чорний пішак · f3 білий пішак | a7 білий слон · b7 білий король · c7 білий пішак · f7 білий кінь · b6 біла тура · d6 чорний пішак · e6 чорна тура · f6 чорний кінь · g6 білий ферзь · b5 чорний пішак · c5 чорний пішак · d5 чорний король · e5 білий кінь · h5 біла тура · a4 білий слон · b4 білий кінь · d4 чорний слон · c3 чорний пішак · e3 чорний пішак · f3 білий пішак | a7 білий слон · b7 білий король · c7 білий пішак · f7 білий кінь · b6 біла тура · d6 чорний пішак · e6 чорна тура · f6 чорний кінь · g6 білий ферзь · b5 чорний пішак · c5 чорний пішак · d5 чорний король · e5 білий кінь · h5 біла тура · a4 білий слон · b4 білий кінь · d4 чорний слон · c3 чорний пішак · e3 чорний пішак · f3 білий пішак | 8 |
| 7 | a7 білий слон · b7 білий король · c7 білий пішак · f7 білий кінь · b6 біла тура · d6 чорний пішак · e6 чорна тура · f6 чорний кінь · g6 білий ферзь · b5 чорний пішак · c5 чорний пішак · d5 чорний король · e5 білий кінь · h5 біла тура · a4 білий слон · b4 білий кінь · d4 чорний слон · c3 чорний пішак · e3 чорний пішак · f3 білий пішак | a7 білий слон · b7 білий король · c7 білий пішак · f7 білий кінь · b6 біла тура · d6 чорний пішак · e6 чорна тура · f6 чорний кінь · g6 білий ферзь · b5 чорний пішак · c5 чорний пішак · d5 чорний король · e5 білий кінь · h5 біла тура · a4 білий слон · b4 білий кінь · d4 чорний слон · c3 чорний пішак · e3 чорний пішак · f3 білий пішак | a7 білий слон · b7 білий король · c7 білий пішак · f7 білий кінь · b6 біла тура · d6 чорний пішак · e6 чорна тура · f6 чорний кінь · g6 білий ферзь · b5 чорний пішак · c5 чорний пішак · d5 чорний король · e5 білий кінь · h5 біла тура · a4 білий слон · b4 білий кінь · d4 чорний слон · c3 чорний пішак · e3 чорний пішак · f3 білий пішак | a7 білий слон · b7 білий король · c7 білий пішак · f7 білий кінь · b6 біла тура · d6 чорний пішак · e6 чорна тура · f6 чорний кінь · g6 білий ферзь · b5 чорний пішак · c5 чорний пішак · d5 чорний король · e5 білий кінь · h5 біла тура · a4 білий слон · b4 білий кінь · d4 чорний слон · c3 чорний пішак · e3 чорний пішак · f3 білий пішак | a7 білий слон · b7 білий король · c7 білий пішак · f7 білий кінь · b6 біла тура · d6 чорний пішак · e6 чорна тура · f6 чорний кінь · g6 білий ферзь · b5 чорний пішак · c5 чорний пішак · d5 чорний король · e5 білий кінь · h5 біла тура · a4 білий слон · b4 білий кінь · d4 чорний слон · c3 чорний пішак · e3 чорний пішак · f3 білий пішак | a7 білий слон · b7 білий король · c7 білий пішак · f7 білий кінь · b6 біла тура · d6 чорний пішак · e6 чорна тура · f6 чорний кінь · g6 білий ферзь · b5 чорний пішак · c5 чорний пішак · d5 чорний король · e5 білий кінь · h5 біла тура · a4 білий слон · b4 білий кінь · d4 чорний слон · c3 чорний пішак · e3 чорний пішак · f3 білий пішак | a7 білий слон · b7 білий король · c7 білий пішак · f7 білий кінь · b6 біла тура · d6 чорний пішак · e6 чорна тура · f6 чорний кінь · g6 білий ферзь · b5 чорний пішак · c5 чорний пішак · d5 чорний король · e5 білий кінь · h5 біла тура · a4 білий слон · b4 білий кінь · d4 чорний слон · c3 чорний пішак · e3 чорний пішак · f3 білий пішак | a7 білий слон · b7 білий король · c7 білий пішак · f7 білий кінь · b6 біла тура · d6 чорний пішак · e6 чорна тура · f6 чорний кінь · g6 білий ферзь · b5 чорний пішак · c5 чорний пішак · d5 чорний король · e5 білий кінь · h5 біла тура · a4 білий слон · b4 білий кінь · d4 чорний слон · c3 чорний пішак · e3 чорний пішак · f3 білий пішак | 7 |
| 6 | a7 білий слон · b7 білий король · c7 білий пішак · f7 білий кінь · b6 біла тура · d6 чорний пішак · e6 чорна тура · f6 чорний кінь · g6 білий ферзь · b5 чорний пішак · c5 чорний пішак · d5 чорний король · e5 білий кінь · h5 біла тура · a4 білий слон · b4 білий кінь · d4 чорний слон · c3 чорний пішак · e3 чорний пішак · f3 білий пішак | a7 білий слон · b7 білий король · c7 білий пішак · f7 білий кінь · b6 біла тура · d6 чорний пішак · e6 чорна тура · f6 чорний кінь · g6 білий ферзь · b5 чорний пішак · c5 чорний пішак · d5 чорний король · e5 білий кінь · h5 біла тура · a4 білий слон · b4 білий кінь · d4 чорний слон · c3 чорний пішак · e3 чорний пішак · f3 білий пішак | a7 білий слон · b7 білий король · c7 білий пішак · f7 білий кінь · b6 біла тура · d6 чорний пішак · e6 чорна тура · f6 чорний кінь · g6 білий ферзь · b5 чорний пішак · c5 чорний пішак · d5 чорний король · e5 білий кінь · h5 біла тура · a4 білий слон · b4 білий кінь · d4 чорний слон · c3 чорний пішак · e3 чорний пішак · f3 білий пішак | a7 білий слон · b7 білий король · c7 білий пішак · f7 білий кінь · b6 біла тура · d6 чорний пішак · e6 чорна тура · f6 чорний кінь · g6 білий ферзь · b5 чорний пішак · c5 чорний пішак · d5 чорний король · e5 білий кінь · h5 біла тура · a4 білий слон · b4 білий кінь · d4 чорний слон · c3 чорний пішак · e3 чорний пішак · f3 білий пішак | a7 білий слон · b7 білий король · c7 білий пішак · f7 білий кінь · b6 біла тура · d6 чорний пішак · e6 чорна тура · f6 чорний кінь · g6 білий ферзь · b5 чорний пішак · c5 чорний пішак · d5 чорний король · e5 білий кінь · h5 біла тура · a4 білий слон · b4 білий кінь · d4 чорний слон · c3 чорний пішак · e3 чорний пішак · f3 білий пішак | a7 білий слон · b7 білий король · c7 білий пішак · f7 білий кінь · b6 біла тура · d6 чорний пішак · e6 чорна тура · f6 чорний кінь · g6 білий ферзь · b5 чорний пішак · c5 чорний пішак · d5 чорний король · e5 білий кінь · h5 біла тура · a4 білий слон · b4 білий кінь · d4 чорний слон · c3 чорний пішак · e3 чорний пішак · f3 білий пішак | a7 білий слон · b7 білий король · c7 білий пішак · f7 білий кінь · b6 біла тура · d6 чорний пішак · e6 чорна тура · f6 чорний кінь · g6 білий ферзь · b5 чорний пішак · c5 чорний пішак · d5 чорний король · e5 білий кінь · h5 біла тура · a4 білий слон · b4 білий кінь · d4 чорний слон · c3 чорний пішак · e3 чорний пішак · f3 білий пішак | a7 білий слон · b7 білий король · c7 білий пішак · f7 білий кінь · b6 біла тура · d6 чорний пішак · e6 чорна тура · f6 чорний кінь · g6 білий ферзь · b5 чорний пішак · c5 чорний пішак · d5 чорний король · e5 білий кінь · h5 біла тура · a4 білий слон · b4 білий кінь · d4 чорний слон · c3 чорний пішак · e3 чорний пішак · f3 білий пішак | 6 |
| 5 | a7 білий слон · b7 білий король · c7 білий пішак · f7 білий кінь · b6 біла тура · d6 чорний пішак · e6 чорна тура · f6 чорний кінь · g6 білий ферзь · b5 чорний пішак · c5 чорний пішак · d5 чорний король · e5 білий кінь · h5 біла тура · a4 білий слон · b4 білий кінь · d4 чорний слон · c3 чорний пішак · e3 чорний пішак · f3 білий пішак | a7 білий слон · b7 білий король · c7 білий пішак · f7 білий кінь · b6 біла тура · d6 чорний пішак · e6 чорна тура · f6 чорний кінь · g6 білий ферзь · b5 чорний пішак · c5 чорний пішак · d5 чорний король · e5 білий кінь · h5 біла тура · a4 білий слон · b4 білий кінь · d4 чорний слон · c3 чорний пішак · e3 чорний пішак · f3 білий пішак | a7 білий слон · b7 білий король · c7 білий пішак · f7 білий кінь · b6 біла тура · d6 чорний пішак · e6 чорна тура · f6 чорний кінь · g6 білий ферзь · b5 чорний пішак · c5 чорний пішак · d5 чорний король · e5 білий кінь · h5 біла тура · a4 білий слон · b4 білий кінь · d4 чорний слон · c3 чорний пішак · e3 чорний пішак · f3 білий пішак | a7 білий слон · b7 білий король · c7 білий пішак · f7 білий кінь · b6 біла тура · d6 чорний пішак · e6 чорна тура · f6 чорний кінь · g6 білий ферзь · b5 чорний пішак · c5 чорний пішак · d5 чорний король · e5 білий кінь · h5 біла тура · a4 білий слон · b4 білий кінь · d4 чорний слон · c3 чорний пішак · e3 чорний пішак · f3 білий пішак | a7 білий слон · b7 білий король · c7 білий пішак · f7 білий кінь · b6 біла тура · d6 чорний пішак · e6 чорна тура · f6 чорний кінь · g6 білий ферзь · b5 чорний пішак · c5 чорний пішак · d5 чорний король · e5 білий кінь · h5 біла тура · a4 білий слон · b4 білий кінь · d4 чорний слон · c3 чорний пішак · e3 чорний пішак · f3 білий пішак | a7 білий слон · b7 білий король · c7 білий пішак · f7 білий кінь · b6 біла тура · d6 чорний пішак · e6 чорна тура · f6 чорний кінь · g6 білий ферзь · b5 чорний пішак · c5 чорний пішак · d5 чорний король · e5 білий кінь · h5 біла тура · a4 білий слон · b4 білий кінь · d4 чорний слон · c3 чорний пішак · e3 чорний пішак · f3 білий пішак | a7 білий слон · b7 білий король · c7 білий пішак · f7 білий кінь · b6 біла тура · d6 чорний пішак · e6 чорна тура · f6 чорний кінь · g6 білий ферзь · b5 чорний пішак · c5 чорний пішак · d5 чорний король · e5 білий кінь · h5 біла тура · a4 білий слон · b4 білий кінь · d4 чорний слон · c3 чорний пішак · e3 чорний пішак · f3 білий пішак | a7 білий слон · b7 білий король · c7 білий пішак · f7 білий кінь · b6 біла тура · d6 чорний пішак · e6 чорна тура · f6 чорний кінь · g6 білий ферзь · b5 чорний пішак · c5 чорний пішак · d5 чорний король · e5 білий кінь · h5 біла тура · a4 білий слон · b4 білий кінь · d4 чорний слон · c3 чорний пішак · e3 чорний пішак · f3 білий пішак | 5 |
| 4 | a7 білий слон · b7 білий король · c7 білий пішак · f7 білий кінь · b6 біла тура · d6 чорний пішак · e6 чорна тура · f6 чорний кінь · g6 білий ферзь · b5 чорний пішак · c5 чорний пішак · d5 чорний король · e5 білий кінь · h5 біла тура · a4 білий слон · b4 білий кінь · d4 чорний слон · c3 чорний пішак · e3 чорний пішак · f3 білий пішак | a7 білий слон · b7 білий король · c7 білий пішак · f7 білий кінь · b6 біла тура · d6 чорний пішак · e6 чорна тура · f6 чорний кінь · g6 білий ферзь · b5 чорний пішак · c5 чорний пішак · d5 чорний король · e5 білий кінь · h5 біла тура · a4 білий слон · b4 білий кінь · d4 чорний слон · c3 чорний пішак · e3 чорний пішак · f3 білий пішак | a7 білий слон · b7 білий король · c7 білий пішак · f7 білий кінь · b6 біла тура · d6 чорний пішак · e6 чорна тура · f6 чорний кінь · g6 білий ферзь · b5 чорний пішак · c5 чорний пішак · d5 чорний король · e5 білий кінь · h5 біла тура · a4 білий слон · b4 білий кінь · d4 чорний слон · c3 чорний пішак · e3 чорний пішак · f3 білий пішак | a7 білий слон · b7 білий король · c7 білий пішак · f7 білий кінь · b6 біла тура · d6 чорний пішак · e6 чорна тура · f6 чорний кінь · g6 білий ферзь · b5 чорний пішак · c5 чорний пішак · d5 чорний король · e5 білий кінь · h5 біла тура · a4 білий слон · b4 білий кінь · d4 чорний слон · c3 чорний пішак · e3 чорний пішак · f3 білий пішак | a7 білий слон · b7 білий король · c7 білий пішак · f7 білий кінь · b6 біла тура · d6 чорний пішак · e6 чорна тура · f6 чорний кінь · g6 білий ферзь · b5 чорний пішак · c5 чорний пішак · d5 чорний король · e5 білий кінь · h5 біла тура · a4 білий слон · b4 білий кінь · d4 чорний слон · c3 чорний пішак · e3 чорний пішак · f3 білий пішак | a7 білий слон · b7 білий король · c7 білий пішак · f7 білий кінь · b6 біла тура · d6 чорний пішак · e6 чорна тура · f6 чорний кінь · g6 білий ферзь · b5 чорний пішак · c5 чорний пішак · d5 чорний король · e5 білий кінь · h5 біла тура · a4 білий слон · b4 білий кінь · d4 чорний слон · c3 чорний пішак · e3 чорний пішак · f3 білий пішак | a7 білий слон · b7 білий король · c7 білий пішак · f7 білий кінь · b6 біла тура · d6 чорний пішак · e6 чорна тура · f6 чорний кінь · g6 білий ферзь · b5 чорний пішак · c5 чорний пішак · d5 чорний король · e5 білий кінь · h5 біла тура · a4 білий слон · b4 білий кінь · d4 чорний слон · c3 чорний пішак · e3 чорний пішак · f3 білий пішак | a7 білий слон · b7 білий король · c7 білий пішак · f7 білий кінь · b6 біла тура · d6 чорний пішак · e6 чорна тура · f6 чорний кінь · g6 білий ферзь · b5 чорний пішак · c5 чорний пішак · d5 чорний король · e5 білий кінь · h5 біла тура · a4 білий слон · b4 білий кінь · d4 чорний слон · c3 чорний пішак · e3 чорний пішак · f3 білий пішак | 4 |
| 3 | a7 білий слон · b7 білий король · c7 білий пішак · f7 білий кінь · b6 біла тура · d6 чорний пішак · e6 чорна тура · f6 чорний кінь · g6 білий ферзь · b5 чорний пішак · c5 чорний пішак · d5 чорний король · e5 білий кінь · h5 біла тура · a4 білий слон · b4 білий кінь · d4 чорний слон · c3 чорний пішак · e3 чорний пішак · f3 білий пішак | a7 білий слон · b7 білий король · c7 білий пішак · f7 білий кінь · b6 біла тура · d6 чорний пішак · e6 чорна тура · f6 чорний кінь · g6 білий ферзь · b5 чорний пішак · c5 чорний пішак · d5 чорний король · e5 білий кінь · h5 біла тура · a4 білий слон · b4 білий кінь · d4 чорний слон · c3 чорний пішак · e3 чорний пішак · f3 білий пішак | a7 білий слон · b7 білий король · c7 білий пішак · f7 білий кінь · b6 біла тура · d6 чорний пішак · e6 чорна тура · f6 чорний кінь · g6 білий ферзь · b5 чорний пішак · c5 чорний пішак · d5 чорний король · e5 білий кінь · h5 біла тура · a4 білий слон · b4 білий кінь · d4 чорний слон · c3 чорний пішак · e3 чорний пішак · f3 білий пішак | a7 білий слон · b7 білий король · c7 білий пішак · f7 білий кінь · b6 біла тура · d6 чорний пішак · e6 чорна тура · f6 чорний кінь · g6 білий ферзь · b5 чорний пішак · c5 чорний пішак · d5 чорний король · e5 білий кінь · h5 біла тура · a4 білий слон · b4 білий кінь · d4 чорний слон · c3 чорний пішак · e3 чорний пішак · f3 білий пішак | a7 білий слон · b7 білий король · c7 білий пішак · f7 білий кінь · b6 біла тура · d6 чорний пішак · e6 чорна тура · f6 чорний кінь · g6 білий ферзь · b5 чорний пішак · c5 чорний пішак · d5 чорний король · e5 білий кінь · h5 біла тура · a4 білий слон · b4 білий кінь · d4 чорний слон · c3 чорний пішак · e3 чорний пішак · f3 білий пішак | a7 білий слон · b7 білий король · c7 білий пішак · f7 білий кінь · b6 біла тура · d6 чорний пішак · e6 чорна тура · f6 чорний кінь · g6 білий ферзь · b5 чорний пішак · c5 чорний пішак · d5 чорний король · e5 білий кінь · h5 біла тура · a4 білий слон · b4 білий кінь · d4 чорний слон · c3 чорний пішак · e3 чорний пішак · f3 білий пішак | a7 білий слон · b7 білий король · c7 білий пішак · f7 білий кінь · b6 біла тура · d6 чорний пішак · e6 чорна тура · f6 чорний кінь · g6 білий ферзь · b5 чорний пішак · c5 чорний пішак · d5 чорний король · e5 білий кінь · h5 біла тура · a4 білий слон · b4 білий кінь · d4 чорний слон · c3 чорний пішак · e3 чорний пішак · f3 білий пішак | a7 білий слон · b7 білий король · c7 білий пішак · f7 білий кінь · b6 біла тура · d6 чорний пішак · e6 чорна тура · f6 чорний кінь · g6 білий ферзь · b5 чорний пішак · c5 чорний пішак · d5 чорний король · e5 білий кінь · h5 біла тура · a4 білий слон · b4 білий кінь · d4 чорний слон · c3 чорний пішак · e3 чорний пішак · f3 білий пішак | 3 |
| 2 | a7 білий слон · b7 білий король · c7 білий пішак · f7 білий кінь · b6 біла тура · d6 чорний пішак · e6 чорна тура · f6 чорний кінь · g6 білий ферзь · b5 чорний пішак · c5 чорний пішак · d5 чорний король · e5 білий кінь · h5 біла тура · a4 білий слон · b4 білий кінь · d4 чорний слон · c3 чорний пішак · e3 чорний пішак · f3 білий пішак | a7 білий слон · b7 білий король · c7 білий пішак · f7 білий кінь · b6 біла тура · d6 чорний пішак · e6 чорна тура · f6 чорний кінь · g6 білий ферзь · b5 чорний пішак · c5 чорний пішак · d5 чорний король · e5 білий кінь · h5 біла тура · a4 білий слон · b4 білий кінь · d4 чорний слон · c3 чорний пішак · e3 чорний пішак · f3 білий пішак | a7 білий слон · b7 білий король · c7 білий пішак · f7 білий кінь · b6 біла тура · d6 чорний пішак · e6 чорна тура · f6 чорний кінь · g6 білий ферзь · b5 чорний пішак · c5 чорний пішак · d5 чорний король · e5 білий кінь · h5 біла тура · a4 білий слон · b4 білий кінь · d4 чорний слон · c3 чорний пішак · e3 чорний пішак · f3 білий пішак | a7 білий слон · b7 білий король · c7 білий пішак · f7 білий кінь · b6 біла тура · d6 чорний пішак · e6 чорна тура · f6 чорний кінь · g6 білий ферзь · b5 чорний пішак · c5 чорний пішак · d5 чорний король · e5 білий кінь · h5 біла тура · a4 білий слон · b4 білий кінь · d4 чорний слон · c3 чорний пішак · e3 чорний пішак · f3 білий пішак | a7 білий слон · b7 білий король · c7 білий пішак · f7 білий кінь · b6 біла тура · d6 чорний пішак · e6 чорна тура · f6 чорний кінь · g6 білий ферзь · b5 чорний пішак · c5 чорний пішак · d5 чорний король · e5 білий кінь · h5 біла тура · a4 білий слон · b4 білий кінь · d4 чорний слон · c3 чорний пішак · e3 чорний пішак · f3 білий пішак | a7 білий слон · b7 білий король · c7 білий пішак · f7 білий кінь · b6 біла тура · d6 чорний пішак · e6 чорна тура · f6 чорний кінь · g6 білий ферзь · b5 чорний пішак · c5 чорний пішак · d5 чорний король · e5 білий кінь · h5 біла тура · a4 білий слон · b4 білий кінь · d4 чорний слон · c3 чорний пішак · e3 чорний пішак · f3 білий пішак | a7 білий слон · b7 білий король · c7 білий пішак · f7 білий кінь · b6 біла тура · d6 чорний пішак · e6 чорна тура · f6 чорний кінь · g6 білий ферзь · b5 чорний пішак · c5 чорний пішак · d5 чорний король · e5 білий кінь · h5 біла тура · a4 білий слон · b4 білий кінь · d4 чорний слон · c3 чорний пішак · e3 чорний пішак · f3 білий пішак | a7 білий слон · b7 білий король · c7 білий пішак · f7 білий кінь · b6 біла тура · d6 чорний пішак · e6 чорна тура · f6 чорний кінь · g6 білий ферзь · b5 чорний пішак · c5 чорний пішак · d5 чорний король · e5 білий кінь · h5 біла тура · a4 білий слон · b4 білий кінь · d4 чорний слон · c3 чорний пішак · e3 чорний пішак · f3 білий пішак | 2 |
| 1 | a7 білий слон · b7 білий король · c7 білий пішак · f7 білий кінь · b6 біла тура · d6 чорний пішак · e6 чорна тура · f6 чорний кінь · g6 білий ферзь · b5 чорний пішак · c5 чорний пішак · d5 чорний король · e5 білий кінь · h5 біла тура · a4 білий слон · b4 білий кінь · d4 чорний слон · c3 чорний пішак · e3 чорний пішак · f3 білий пішак | a7 білий слон · b7 білий король · c7 білий пішак · f7 білий кінь · b6 біла тура · d6 чорний пішак · e6 чорна тура · f6 чорний кінь · g6 білий ферзь · b5 чорний пішак · c5 чорний пішак · d5 чорний король · e5 білий кінь · h5 біла тура · a4 білий слон · b4 білий кінь · d4 чорний слон · c3 чорний пішак · e3 чорний пішак · f3 білий пішак | a7 білий слон · b7 білий король · c7 білий пішак · f7 білий кінь · b6 біла тура · d6 чорний пішак · e6 чорна тура · f6 чорний кінь · g6 білий ферзь · b5 чорний пішак · c5 чорний пішак · d5 чорний король · e5 білий кінь · h5 біла тура · a4 білий слон · b4 білий кінь · d4 чорний слон · c3 чорний пішак · e3 чорний пішак · f3 білий пішак | a7 білий слон · b7 білий король · c7 білий пішак · f7 білий кінь · b6 біла тура · d6 чорний пішак · e6 чорна тура · f6 чорний кінь · g6 білий ферзь · b5 чорний пішак · c5 чорний пішак · d5 чорний король · e5 білий кінь · h5 біла тура · a4 білий слон · b4 білий кінь · d4 чорний слон · c3 чорний пішак · e3 чорний пішак · f3 білий пішак | a7 білий слон · b7 білий король · c7 білий пішак · f7 білий кінь · b6 біла тура · d6 чорний пішак · e6 чорна тура · f6 чорний кінь · g6 білий ферзь · b5 чорний пішак · c5 чорний пішак · d5 чорний король · e5 білий кінь · h5 біла тура · a4 білий слон · b4 білий кінь · d4 чорний слон · c3 чорний пішак · e3 чорний пішак · f3 білий пішак | a7 білий слон · b7 білий король · c7 білий пішак · f7 білий кінь · b6 біла тура · d6 чорний пішак · e6 чорна тура · f6 чорний кінь · g6 білий ферзь · b5 чорний пішак · c5 чорний пішак · d5 чорний король · e5 білий кінь · h5 біла тура · a4 білий слон · b4 білий кінь · d4 чорний слон · c3 чорний пішак · e3 чорний пішак · f3 білий пішак | a7 білий слон · b7 білий король · c7 білий пішак · f7 білий кінь · b6 біла тура · d6 чорний пішак · e6 чорна тура · f6 чорний кінь · g6 білий ферзь · b5 чорний пішак · c5 чорний пішак · d5 чорний король · e5 білий кінь · h5 біла тура · a4 білий слон · b4 білий кінь · d4 чорний слон · c3 чорний пішак · e3 чорний пішак · f3 білий пішак | a7 білий слон · b7 білий король · c7 білий пішак · f7 білий кінь · b6 біла тура · d6 чорний пішак · e6 чорна тура · f6 чорний кінь · g6 білий ферзь · b5 чорний пішак · c5 чорний пішак · d5 чорний король · e5 білий кінь · h5 біла тура · a4 білий слон · b4 білий кінь · d4 чорний слон · c3 чорний пішак · e3 чорний пішак · f3 білий пішак | 1 |
|   | a | b | c | d | e | f | g | h |   |

FEN: 8/BKP2N2/1R1prnQ1/1ppkN2R/BN1b4/2p1pP2/8/8
b) d4 → c4     c) c5 → c4

a) 1. Rxb5! A ~ 2. Bb3# B
    1. ... Bxe5 2. Qd3# 
b) 1. Bb3! B ~ 2. Qd3# C
    1. ... cb 2. Rxb5#
c) 1. Qd3! C ~ 2. Rxb5# A
    1. ... cd 2. Bb3# 
В першому близнюку вступний хід  робить тура і виникає загроза мату слоном. В другому близнюку вступний хід робить слон на це ж поле, на яке він грозив матом в першому близнюку і виникає загроза ферзем. В третьому близнюку вступний хід робить ферзь на це ж поле, на яке він грозив матом в другому близнюку і виникає загроза турою на поле, на яке вона робила вступний хід в першому близнюку. Цикл Рівса у цій задачі проходить в синтезі з псевдо-Дюрашевича темою.